# 海洋委員會海巡署中部分署
海洋委員會海巡署中部分署（英語：Central Branch, CGA,OAC）（簡稱中部分署），是中華民國海岸執法及巡防救難專責單位，隸屬於海洋委員會海巡署的四級機關。平時負責巡防各港口、沿岸地區、離島查緝走私貨物和毒品、犯罪逃亡的司法警察，戰時亦可成為第一線精銳之戰鬥部隊。分署人員編制以中華民國國軍現役軍人為主。
前身為以原中部地區海岸巡防司令部改制而成的行政院海岸巡防署海岸巡防總局中部地區巡防局，分署本部設在臺中市清水區，執法範圍為苗栗縣、臺中市、彰化縣、雲林縣及嘉義縣的海岸地區，北起苗栗青天泉，南迄嘉義八掌溪，全長224.9公里。2018年4月28日改制。

## 沿革
- 1958年5月，於臺灣中部成立「中部地區警備司令部」。
- 1992年8月1日，將臺灣警備總司令部改制為海岸巡防司令部，全銜為「軍管區司令部暨海岸巡防司令部」。中部地區警備司令部隨之改制為「中部地區海岸巡防司令部」
- 2000年1月28日，中部地區海岸巡防司令部隨之改制為「行政院海岸巡防署海岸巡防總局中部地區巡防局」。
- 2018年4月28日，隨行政院海岸巡防署改制為海洋委員會海巡署而改制為「海洋委員會海巡署中部分署」，另原下轄的機動查緝隊改隸新成立的海巡署偵防分署。

## 歷任首長
中部地區海岸巡防司令部 司令
中部地區巡防局 局長
| 任別       | 姓名   | 任職期間                      | 身分 | 備註                                                                                      |
| ---------- | ------ | ----------------------------- | ---- | ----------------------------------------------------------------------------------------- |
| 1          | 賀湘臺 | 2000年1月28日－2001年4月30日  | 軍職 | 陸軍軍官學校正43期 憲兵學校正規班71年班 原任海岸巡防司令部副參謀長 後任南部地區巡防局局長 |
| 2          | 芮明福 | 2001年4月30日－2002年6月27日  | 軍職 | 原任北部地區巡防局局長 後任海岸巡防總局副總局長                                           |
| 降為少將缺 |        |                               |      |                                                                                           |
| 3          | 單家驊 | 2002年6月27日－2004年11月24日 | 軍職 | 陸軍軍官學校正40期 原任海岸巡防總局副總局長 後任行政院海岸巡防署通電資訊處處長            |
| 4          | 林福安 | 2004年11月25日－2007年7月     | 警職 | 中央警官學校正科42期專修科 原任行政院海岸巡防署參事 後任海洋巡防總局總局長                |
| 5          | 龔光宇 | 2007年7月－2008年7月15日      | 警職 | 中央警官學校正科42期 原任東部地區巡防局局長 後任北部地區巡防局局長                        |
| 6          | 楊新義 | 2008年7月16日－2010年7月31日  | 軍職 | 陸軍軍官學校正47期 原任海岸巡防總局主任秘書 後任海岸巡防總局總局長                        |
| 7          | 胡意剛 | 2010年8月3日－2012年          | 警職 | 中央警官學校正科40期 原任行政院海岸巡防署勤務指揮中心主任 後任北部地區巡防局局長          |
| 8          | 林欽隆 | 2012年－2015年2月11日         | 警職 | 中央警官學校正科41期 原任海岸巡防總局副總局長 後任行政院海岸巡防署情報處處長              |
| 9          | 聶嘉馨 | 2015年2月11日－2016年1月18日  | 軍職 | 後任行政院海岸巡防署主任秘書                                                              |
| 10         | 扶大桂 | 2016年1月18日－2017年1月1日   | 軍職 | 原任行政院海岸巡防署巡防處副處長 後任海岸巡防總局主任秘書                                 |
| 11         | 李佩璘 | 2017年1月1日－2018年4月28日   | 軍職 | 原任海岸巡防總局主任秘書                                                                  |

中部分署 分署長
| 任別 | 姓名   | 任職期間                     | 身分 | 備註 |
| ---- | ------ | ---------------------------- | ---- | --- |
| 1    | 李佩璘 | 2018年4月28日－2019年1月31日 | 軍職 | 中正理工學院專科班73年班，陸軍少將 後任海巡署東部分署分署長                                                             |
| 2    | 扶大桂 | 2019年2月1日－2020年10月12日 | 軍職 | 陸軍軍官學校正58期，陸軍少將 原任海巡署金馬澎分署副分署長 後任海巡署北部分署分署長                                      |
| 3    | 張忠龍 | 2020年10月12日－2023年2月1日 | 警職 | 中央警官學校正科54期，警監 原任海巡署偵防分署分署長 後陞任海洋委員會海巡署副署長 ，現任海洋委員會副主任委員兼海巡署署長 |
| 4    | 王正信 | 2023年2月1日－現任           | 警職 | 中央警官學校正科52期，警監 原任海洋委員會參事                                                                           |

## 組織

### 分署本部
- 分署長1人（簡任第十一職等至第十二職等、警監或少將）
  - 副分署長2人（簡任第十職等至第十一職等、警監、少將或上校）
  - 主任秘書1人（薦任第九職等至簡任第十職等、警監、上校或中校）

#### 業務單位
- 巡防科
- 檢管科
- 後勤科
- 通電資訊科
- 督察科
- 勤務指揮中心
- 秘書室
- 人事室
- 主計室

### 第三岸巡隊（苗栗、臺中、彰化）

#### 第四一岸巡中隊

##### 機動巡邏站
- 第一機動巡邏站（鹿港）
- 第二機動巡邏站（中港）
- 第三機動巡邏站（龍港）

##### 位於苗栗縣的安檢所
- 龍鳳安檢所（龍鳳漁港）
- 塭仔頭安檢所（塭仔頭漁港）
- 外埔漁港安檢所（外埔漁港）
- 公司寮安檢所（公司寮漁港）
- 白沙屯安檢所（白沙屯漁港）
- 通霄安檢所（通霄漁港）
- 苑裡安檢所（苑裡漁港）

##### 位於臺中市的安檢所
- 松柏漁港安檢所（松柏漁港）
- 梧棲漁港安檢所（梧棲漁港）
- 溫寮漁港安檢所（溫寮漁港）
- 臺中商港安檢所（臺中港）
- 麗水漁港安檢所（麗水漁港）

##### 位於彰化縣的安檢所
- 防潮門安檢所（伸港鄉）
- 塭仔安檢所（塭仔漁港）
- 崙尾灣安檢所（崙尾灣漁港）
- 王功安檢所（王功漁港）
- 芳苑安檢所（芳苑鄉）
- 三豐安檢所（大城鄉）

### 第四岸巡隊（雲林、嘉義）

#### 第四二岸巡中隊

##### 機動巡邏站
- 第一機動巡邏站（麥寮）
- 第二機動巡邏站（東石）

##### 位於雲林縣的安檢所
- 許厝寮安檢所（許厝寮漁港）
- 麥寮工業港安檢所（麥寮工業區專用港）
- 蚊港安檢所（臺西鄉）
- 五條港安檢所（五條港漁港）
- 台西安檢所（台西漁港）
- 三條崙安檢所（三條崙漁港）
- 箔子寮安檢所（箔子寮漁港）
- 金湖安檢所（金湖漁港）
- 台子港漁港安檢所（台子村漁港）
- 下湖口安檢所（口湖鄉）

##### 位於嘉義縣的安檢所
- 副瀨安檢所（副瀨漁港、鰲鼓漁港）
- 型厝安檢所（東石鄉）
- 塭港安檢所（塭港漁港）
- 東石安檢所（東石漁港）
- 網寮安檢所（網寮漁港）
- 白水湖安檢所（白水湖漁港）
- 布中安檢所（布袋漁港）
- 布袋商港安檢所（布袋港）
- 好美里安檢所（好美里漁港）

## 外部連結
- 海洋委員會海巡署中部分署 （页面存档备份，存于）（繁體中文）（英文）